# Hellerau (Schiffstyp)
Der Neptun Holzfrachtschiffstyp 401 der Baureihe Hellerau war eine Schiffsbaureihe der Neptun-Werft in Rostock.

## Geschichte
Die am 15. März 1966 von der Schiffswerft Neptun abgelieferte Hellerau leitete eine Serie von sechs eisverstärkten Holzfrachtern ein, die alle Namen nach Orten in der DDR mit wichtigen Betrieben der Möbelindustrie bekamen. Weitere Schiffe der Serie waren die Zeulenroda, die Themar, die Oelsa, die Karlshorst und die Eisenberg. Konzipiert wurden die Schiffe vorwiegend für den Holz-, insbesondere für den Schnittholztransport von Häfen am Weißen Meer in die DDR. Die Holzladefähigkeit betrug maximal 735 Standard, dem damals üblichen Schnittholzmaß. Ein Standard entspricht 4,70 Kubikmeter. Aufgrund des vorgesehenen Einsatzgebietes in den nördlichen Gewässern erhielten die Schiffe einen eisbrecherähnlichen Bug. Zum Laden und Löschen mit bordeigenen Mitteln wurde der Zweiraumschiffstyp mit acht fünf Tonnen tragenden Ladebäumen an sechs Masten ausgerüstet. Die Schiffe bewährten sich auch in der allgemeinen Trampfahrt, da sie auch zum Stück- und Schüttguttransport, sowie später auch für Containerladungen eingesetzt werden konnten. Als einziges Schiff der Serie ging 1977 die Karlshorst verloren.

## Die Schiffe
und ihre Rufzeichen

### Hellerau (DEVQ / Y5FV)
- Die in Rostock beheimatete Namensgeberin der Serie Hellerau mit der Baunummer 401[1] lief am 30. September 1965 vom Stapel und wurde am 15. März 1966 an die Deutsche Seereederei übergeben. Hellerau ist ein Stadtteil, ehemals Vorort, von Dresden im Stadtbezirk Klotzsche und die erste deutsche Gartenstadt. Die Hellerau wurde am 14. September 1992 in Amsterdam verkauft, an einen libanesischen Eigner (Y.A. Kabbani) übergeben und in Abdul S. umbenannt mit Heimathafen Latakia. 1995 erhielt es den Namen Sadoun und war für die International Maritime Marine Service & Trading, Bukarest in Fahrt. Als weiterer Eigner wurde 1998 die Blue Tide SA mit Sitz in Phnom Penh eingetragen. Der Schiffsname lautete nun Saadoun. Seit 2002 ist es unter dem Namen Sibel.[1] in Fahrt für I.M. Marine Service (London) Ltd., Croydon mit einer Registrierung in La Paz, Bolivien. Das Typschiff ist gleichzeitig das letzte noch in Fahrt verbliebene Schiff der Serie.

### Zeulenroda (DEVR / Y5MR)
- Zweites Schiff der Serie war die Zeulenroda mit der Baunummer 406/1184. Das Schiff lief am 23. März 1966 vom Stapel und wurde am 26. Juli 1966 von der Bauwerft an die VEB Deutsche Seereederei Rostock übergeben. Benannt war es nach der thüringischen Kleinstadt Zeulenroda. Durch Umstrukturierung des Schifffahrtsbetriebes kam es am 1. Januar 1974 an die VEB Deutfracht/Seereederei Rostock. Auf die Deutsche Seereederei GmbH wurde es am 18. Juni 1990 eingetragen. Während der Liegezeit in Piräus wurde es an Mondial Ro/Ro., Beirut (Libanon) verkauft und als Lenro in Fahrt gebracht. 1992 ging das Schiff an Mgrs. Samin Shipping Co. Ltd., Latakia (Syrien) und wurde in Hasan S. umbenannt. Nach knapp vier Jahren unter diesem Namen ging es 1996 als Captain Ali[2] an Fahel & Partners, Latakia (General Trading & Shipping Co. Tartous). Im Sommer 1997 gehörte es M. K. Bader Chaout und wird in den Jahren 2003 und 2004 als „in Fahrt“ für General Trading & Shipping gemeldet. Laut THB vom 14. Dezember 2009 wurde das Schiff Ende Dezember immer noch als Captain Ali in Kalkutta nach 43 Einsatzjahren abgewrackt.

### Themar (DEVS / Y5MS)
- Die Themar fuhr seit 1996 als Omar N. und wurde schließlich nach 42-jähriger Fahrzeit ab dem 5. September 2009 bei der Abbruchwerft AGS Ltd. in Aliağa abgebrochen.[3] Das Schiff wurde 1966 benannt nach der Landstadt Themar in Südthüringen.

### Oelsa (DEVT / Y5MT)
- Der Stapellauf fand am 14. Dezember 1966 statt. Übergeben an die VEB Deutsche Seereederei Rostock wurde das Fahrzeug als Oelsa mit der Baunummer 404/1186 am 30. April des darauf folgenden Jahres. Die Oelsa wurde  nach dem Rabenauer Ortsteil Oelsa im sächsischen Landkreis Sächsische Schweiz-Osterzgebirge benannt. Wegen der Restrukturierung des Unternehmens kam das Schiff am 1. Januar 1974 an VEB Deutfracht/Seereederei Rostock. Im Mai 1978 gab es seitens der Akademie der Wissenschaften der DDR Pläne für den Umbau eines Schiffes in ein Antarktis-Forschungs- und Versorgungsschiff.[4] Als Name für das Schiff war Georg Forster vorgesehen. Auf Grund der zu erwartenden hohen Kosten wurde das Projekt jedoch nicht verwirklicht. Die Übertragung an die Deutsche Seereederei Rostock war am 18. Juni 1990. Der Verkauf erfolgte am 12. Juni 1992 mit gleichzeitiger Übergabe in Rotterdam an Y. A. Kabbani aus Beirut und sofort weiter an Samin Shipping Co. Ltd. Latakia mit der Umbenennung in Mohamed S. 1995 erfolgte ein weiterer Verkauf. Mit neuem Namen Samer N. ging das Schiff 1996 an Saad Alah Mohamed Najem & Hamzah Ibrahim Balwan mit Sitz in Latakia. Sie wurde nach fast vierzigjähriger Fahrzeit ab dem 5. Juli 2007 in Alang abgebrochen.[5]

### Karlshorst (DEVU)
- Der Stapellauf der Karlshorst fand am 23. März 1967 mit der Baunummer 405 / 1187 statt. Übergeben wurde das Schiff an die VEB Deutsche Seereederei Rostock am 4. August 1967. Karlshorst ist ein Ortsteil im Berliner Verwaltungsbezirk Lichtenberg. Am 21. Oktober 1977 verließ das Schiff mit einer Ladung von 3829 Tonnen Schnittholz den Hafen der nordrussischen Stadt Archangelsk am Weißen Meer mit dem Zielhafen Rostock. Die Karlshorst geriet am 25. Oktober 1977 durch Verrutschen der Ladung in Seenot. Das Schiff befand sich zu diesem Zeitpunkt auf der Position 67° 5′ N, 11° 30′ O nördlich von Bodø / Lofoten. Am 26. Oktober brachen mehrere Decksstützen der Ladung und das Schiff trieb mit 40 Grad Backbordschlagseite in der rauen See. 13 Mitglieder der Besatzung wurden mit Hubschraubern abgeborgen und es wurde versucht, das havarierte Schiff unter den Schutz von Nappstraumen zu schleppen. Beim Bergungsversuch kollidierte der Schlepper Atlas und erlitt Beschädigungen, in deren Folge er am darauf folgenden Tag unterging. Am 28. Oktober 1977 um 17.55 Uhr kenterte die Karlshorst auf der Ankerposition und versank vor Nappstraumen, westlich der Lofoten.[6] Der Bergungsschlepper Atlas (266 BRT, Baujahr 1976) wurde im März 1978 gehoben und die Karlshorst zum Totalverlust erklärt. Besatzungsmitglieder kamen nicht zu Schaden.

### Eisenberg (DEVV / Y5MV)
- Letztes Schiff der Serie war die am 20. Oktober 1967 übergebene Eisenberg mit der Baunummer 406. Eisenberg ist die Kreisstadt des Saale-Holzland-Kreises in Thüringen und liegt auf halbem Weg zwischen Jena und Gera. Das in Rostock beheimatete Schiff wurde 1992 verkauft, später zum Viehtransporter umgebaut und fuhr bis zu seinem Abbruch im Jahr 2005 unter dem Namen Karim M.[7]

## Technik
Angetrieben wurden die Schiffe von einem 1692 kW leistenden 4-Takt-Dieselmotor des Typs 6NZD72A des VEB Dieselmotorenwerk Rostock im Kombinat Schiffbau, der direkt auf die Propellerwelle wirkt.
Die eisverstärkten Rümpfe mit Eisbrechersteven wurden in Sektionsbauweise zusammengefügt.
Die zwei Laderäume mit einem Ballenraum von 4774 m3 und Kornraum von 4411 m3 haben einen geringen Unterstau und wurden mit einem von der Neptunwerft entwickelten Stahllukendeckelsystem seefest verschlossen. Die Schiffe haben eine Holzladefähigkeit von 735 Holzstandard a 4,7 m3 in den Luken und 363 Standard an Deck. Das Ladegeschirr besteht aus acht Ladebäumen für jeweils 3/5 Tonnen, die an drei Lademastenpaaren befestigt sind.